# Phân bộ Phôi bụng
Phân bộ Phôi bụng (danh pháp khoa học: Pleocyemata) là một phân bộ của động vật giáp xác mười chân (Decapoda), được Martin Burkenroad đặt tên năm 1963. Phân loại của Burkenroad đã thay thế các phân bộ không đơn ngành trong các phân loại cũ là Natantia (phân bộ chân bơi) và Reptantia (phân bộ chân bò) bằng các nhóm đơn ngành Dendrobranchiata (phân bộ mang cành) và Pleocyemata (phân bộ phôi bụng). Pleocyemata chứa tất cả các thành viên của Reptantia (bao gồm cua, tôm hùm, tôm hùm đất v.v), cũng như các nhóm trước đây xếp trong Natantia là Stenopodidea, Procarididea và Caridea.
Pleocyemata như định nghĩa hiện tại bao gồm các phân thứ bộ (cận bộ) sau:
- Stenopodidea
- Procaridea
- Caridea
- Astacidea
- Glypheidea
- Axiidea
- Gebiidea
- Achelata
- Polychelida
- Anomura
- Brachyura: Cua

Các đơn vị phân loại này được hợp nhất bằng một loạt các đặc trưng, quan trọng nhất trong số này là trứng đã thụ tinh được con mẹ ấp và các trứng này được dính vào các chân bơi (pleopod) cho tới khi nở. Đây chính là đặc điểm để người ta đặt tên gọi cho phân bộ này.
Đại diện hóa thạch sớm nhất đã biết thuộc chi Palaeopalaemon xuất hiện từ kỷ Devon.